# Willard Carroll
Willard F. Carroll (* 12. November 1955 in Easton, Maryland) ist ein amerikanischer Filmregisseur, Filmproduzent, Drehbuchautor und Animator.

## Leben
Carroll war Executive Producer der Serie Der tapfere kleine Toaster und schrieb die Drehbücher für die beiden Fortsetzungen Der tapfere kleine Toaster fliegt zum Mars und Der tapfere kleine Toaster als Retter in der Not. Er schrieb und führte Regie beim Horror-Abenteuerfilm Anthony 3, dem romantischen Episodenfilm Leben und lieben in L.A., Tom’s geheimer Garten (Verfilmung von Philippa Pearces Kinderbuch Als die Uhr dreizehn schlug) und der Bollywood-Nachahmung Marigold. Für Leben und lieben in L.A. war Carroll 1999 auf der Berlinale für den Goldenen Bären nominiert.
Zusammen mit Thomas L. Wilhite, einem ehemaligen Disney-Manager, der Oz – Eine fantastische Welt genehmigte, gründete er die Produktionsfirma Hyperion Pictures. Das Studio veröffentlichte unter anderem Däumling & Däumelinchen, Die Geschichte vom Teddy, den niemand wollte, Rover & Daisy und Bébé’s Kids.

## Filmografie (Auswahl)
Als Regisseur
- 1991: Anthony III (The Runestone)
- 1998: Leben und lieben in L.A. (Playing by Heart)
- 1999: Tom’s geheimer Garten (Tom’s Midnight Garden)
- 2007: Marigold

Als Drehbuchautor
- 1991: Anthony III (The Runestone)
- 1996: Virtual Oz
- 1996: Toto Lost in New York
- 1996: The Nome Prince and the Magic Belt
- 1996: Who Stole Santa?
- 1996: The Successor (Drehbuch)
- 1996: Christmas in Oz (Kurzfilm)
- 1997: Underground Adventure
- 1997: The Return of Mombi
- 1997: The Monkey Prince
- 1997: Journey Beneath the Sea
- 1997: Der tapfere kleine Toaster als Retter in der Not (The Brave Little Toaster to the Rescue)
- 1998: Der tapfere kleine Toaster fliegt zum Mars (The Brave Little Toaster Goes to Mars)
- 1998: Leben und lieben in L.A. (Playing by Heart)
- 1999: Tom’s geheimer Garten (Tom’s Midnight Garden)
- 2007: Marigold

Als Filmproduzent
- 1986: Der Nussknacker (Nutcracker)
- 1991: Rover & Daisy (Rover Dangerfield)
- 1992: Bébé’s Kids
- 1998: Leben und lieben in L.A. (Playing by Heart)

## Trivia
Carroll ist leidenschaftlicher Fan der fiktiven Welt Oz. Er besitzt die mutmaßlich größte private Sammlung von Oz-Memorabilien weltweit. Teile davon wurden in mehreren Büchern, unter anderem The Wizard of Oz Collectors' Treasury und All Things Oz gezeigt. Unter anderem besitzt Carroll die Sanduhr der bösen Hexe des Westens aus der MGM-Verfilmung von 1939. Er schrieb und produzierte mehrere Filme im Oz-Universum und die TV-Serie The Oz Kids.